# کراسنایا اولکا
کراسنایا اولکا (به لاتین: Krasnaya Ulka) یک منطقهٔ مسکونی در روسیه است که در آدیغیه واقع شده‌است.